# Ulrika Jeppsson
Ulrika Madeleine Jeppsson, född 4 juli 1969 i Sankt Nikolai församling i Örebro, är en svensk före detta friidrottare (häcklöpare). Hon tävlade för Mölndals AIK.